# Faustina (impératrice)
Faustina était la troisième femme de l’empereur Constance II. La principale source à son sujet est le récit de l’historien Ammien Marcellin.

## Biographie
Constance se maria avec Faustine en 361 à Antioche, après la mort de sa seconde épouse Eusébie. Ammien rapporte que les noces eurent lieu alors que Constance prenait ses quartiers d’hiver à Antioche et se reposait de la guerre contre la Perse .
Elle était enceinte quand Constance mourut le 3 novembre 361 et donna le jour à une fille, Flavia Maxima Constantia, la seule fille de l’empereur, qui épousa plus tard l’empereur Gratien.
Le 28 septembre 365 Faustine était présente lorsque Procope reçut les insignes impériaux à Constantinople. La présence de Faustine et de sa fille suggère que Procope était l’héritier de dynastie constantinienne.
Après la bataille de Thyateira et la chute de Procope en 366, Faustine tomba dans l’anonymat.

## Sources
- (en) Cet article est partiellement ou en totalité issu de l’article de Wikipédia en anglais intitulé « Faustina » (voir la liste des auteurs).